# 杣川
杣川（そまがわ）は、滋賀県甲賀市を流れる淀川水系の一級河川。古くは油日川や矢川などと呼ばれていたが、現在はこの名が定着している。

## 地理
鈴鹿山脈の油日岳西麓に発し、甲賀市甲賀町神で大原貯水池からの大原川を併せ、概ね北西に流れる。甲賀市水口町宇川地先で野洲川と合流する。野洲川の支流としては最大である。
杣川沿いは、古東海道（俗にいう加太越）である杣街道（現主要地方滋賀県道・三重県道4号草津伊賀線）が通っていて、道は県境を越え三重県伊賀市の柘植町へと通じている。
この流域一帯は古琵琶湖層群などの「ズニン」、「ズニンコ」、「ヌリ」と呼ばれる粘土層が厚く広がり、そこを通る河川は大水でなくとも年中泥交じりで極薄く濁っている。ただ、甲賀市甲南町西部の杣川支流杉谷川の上流域は、花崗岩主の岩石地帯を貫けるので清らかな流れが見られる。一方、新名神高速道路による流域の自然への影響が心配される。

## 歴史
文献にみられるのは古く、万葉集にはこの川の流域のことが書かれている。当時、流域一帯には木曽の山林にも劣らない鬱蒼とした大美林が広がっていたと伝えられている。河川名の「杣」とは、神社仏閣などの建材となる木材を供給する森林を指す。この付近は東大寺などの巨大木造建築のために用いられる木材を供給する杣山で、明確な場所は定かではないが、現在の甲南町矢川橋付近の川辺に、矢川津といわれる川津が設けられていた。これは東大寺建立の折、造東大寺司という役所の下に置かれた甲賀山作所という出先機関付属の川津で、甲賀杣が開かれてからまもなくのことだった。これにより、この川を“杣川”と呼ぶようになったと考えられている。また、河川名や由来については諸説あり、矢川神社の社号に曰く、古代には水量も豊富で流れが矢のように早かったことから「矢川」、油日神社の社号に曰く、油日川を本流とすることから「油日川」などの変遷があった。

## 流域の自治体
滋賀県
甲賀市、湖南市

## 主な支流
- 櫟野川
- 大原川
- 浅野川
- 佐治川
- 磯尾川